# Flakpanzer
Flakpanzer – oznacza w niemieckiej nomenklaturze wojskowej armatę przeciwlotniczą na podwoziu czołgowym. Jest to połączenie słów Flak (skrót od Fliegerabwehrkanone czyli dosłownie działo obrony przeciwlotniczej) i Panzer czyli czołg. Najbliższym polskim odpowiednikiem tego słowa jest samobieżne działo przeciwlotnicze.

## Pojazdy noszące Flakpanzer
- Flakpanzer I
- 3,7 cm Flakzwilling auf PzKpfw V
- Flakpanzer 38(t)
- Möbelwagen
- Wirbelwind
- Ostwind
- Kugelblitz
- Gepard